# Stadtkirche Bad Sülze

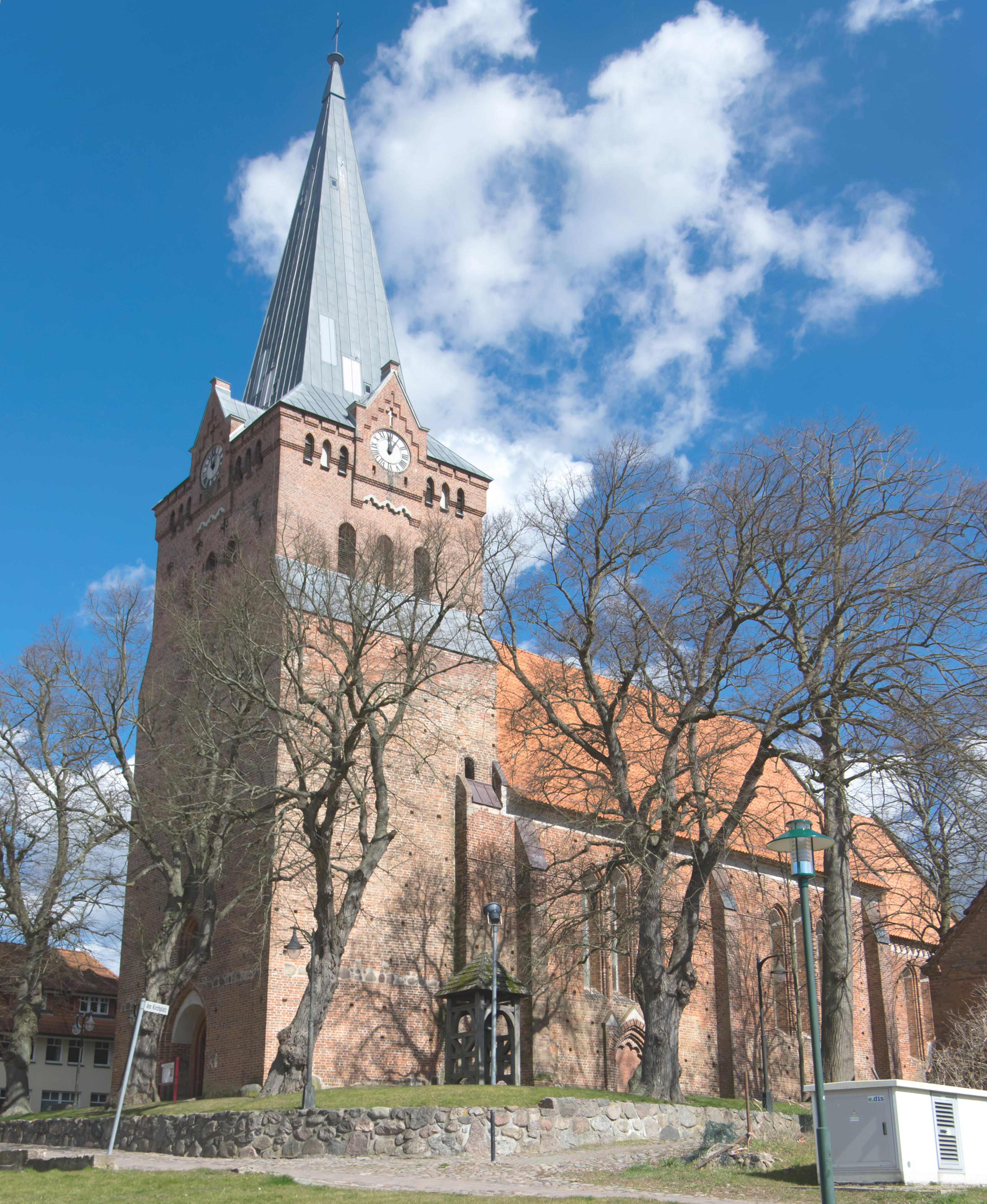
Stadtkirche Bad Sülze

Die Stadtkirche Bad Sülze steht im historischen Stadtkern von Bad Sülze im Landkreis Vorpommern-Rügen in Mecklenburg-Vorpommern. Sie wurde im 13. Jahrhundert errichtet. Die Kirchengemeinde gehört zur Propstei Rostock im Kirchenkreis Mecklenburg der Evangelisch-Lutherischen Kirche in Norddeutschland (Nordkirche).

## Geschichte

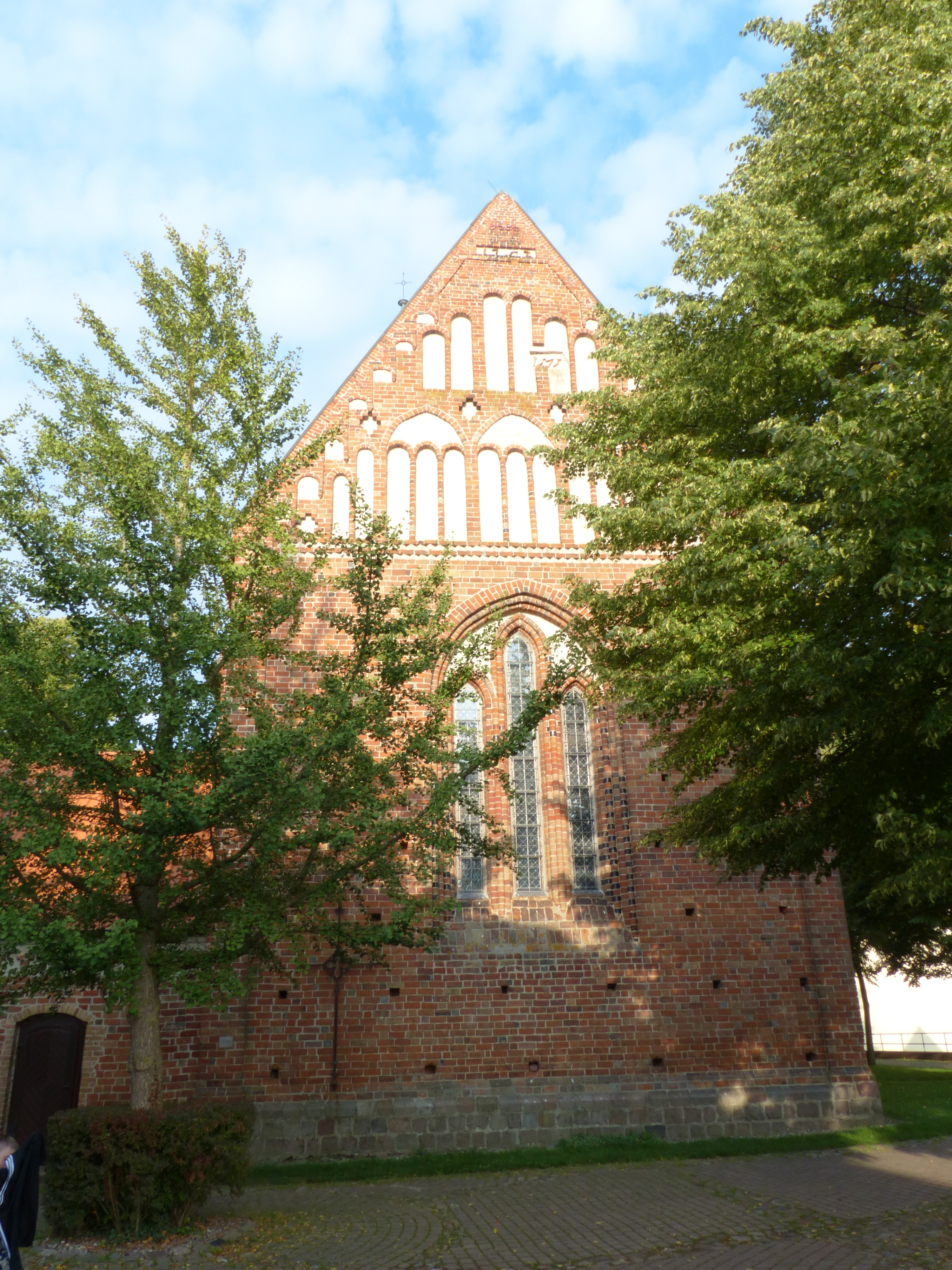
Chorgiebel

Bad Sülze erhielt sein Stadtrecht zwischen 1255 und 1262. Die erste Nachricht von der Kirche zu Sülze stammt von 1276. Demnach ist diese Kirche wohl im dritten Viertel des 13. Jahrhunderts als Backsteinkirche im frühgotischen Stil im Wetteifer mit der etwa zur gleichen Zeit errichteten Stadtkirche in Marlow errichtet worden. Der quadratische, leicht in das Kirchenschiff eingezogene West-Turm ist wahrscheinlich erst im 15. Jahrhundert entstanden. Der Turmhelm wurde 1770 durch einen Brand vernichtet. Die brennende Spitze durchschlug dabei das Dach des Kirchenschiffes, blieb aber auf dem Gewölbe liegen. Erst 1892 erhielt der Turm ein neugotisches Glockengeschoss und eine neue Spitze. Die Kirche gehörte im Mittelalter zum Rostocker Archidiakonat und stand ununterbrochen unter landesherrlichem Patronat.

## Baubeschreibung
Die Fenster von Chor und Schiff sind stilistisch einheitlich gestaltet, aber an Nordseite und Chorgiebel aufwändiger als an der Nordseite. Alle sind gestaffelte Dreiergruppen schlanker Spitzbogenfenster, den Pfeilern dazwischen sind Rundstäbe vorgesetzt. Die Gewände enthalten jeweils einen weiteren Rundstab. Die Gruppe in der Ostwand und die drei nördlichen Gruppen liegen in gestuften Spitzbogenblenden und bilden so Vorstufen von Maßwerkfenstern.
Außer dem etwas schlichteren Westportal des Turms hat die Kirche drei Eingänge, alle mit spitzbogigen Stufengewänden; unter den beiden westlichen Fenstergruppen des Schiffs liegt jeweils ein Portal, in der Südwand des Chors eine Priesterpforte. Südportal und Priesterpforte sind mit gestaffelten Gruppen dreier Wimperge bekrönt. Die Laibung des Südportals ist innerhalb des spitzbogigen Gewändes oben zu einem ausladenden gelappten Bogen aufgeweitet, der an rheinische Fächerfenster erinnert.
Das Dreieck des Ostgebels ist mit einem getreppten Bogenfries und mehreren, teilweise als Triforien gegliederten Blenden geschmückt.
Der Chor ist mit Ecklisenen versehen. An den Ecken und Wandmitten des Langhauses sind nachträglich aber noch im Mittelalter Strebepfeiler angefügt worden, wahrscheinlich beim Einbau der spätgotischen Gewölbe.
Am Turmpoartl sind nur die äußeren Stufen mittelterlich, Innenstufe und Laibung neuzeitlich.

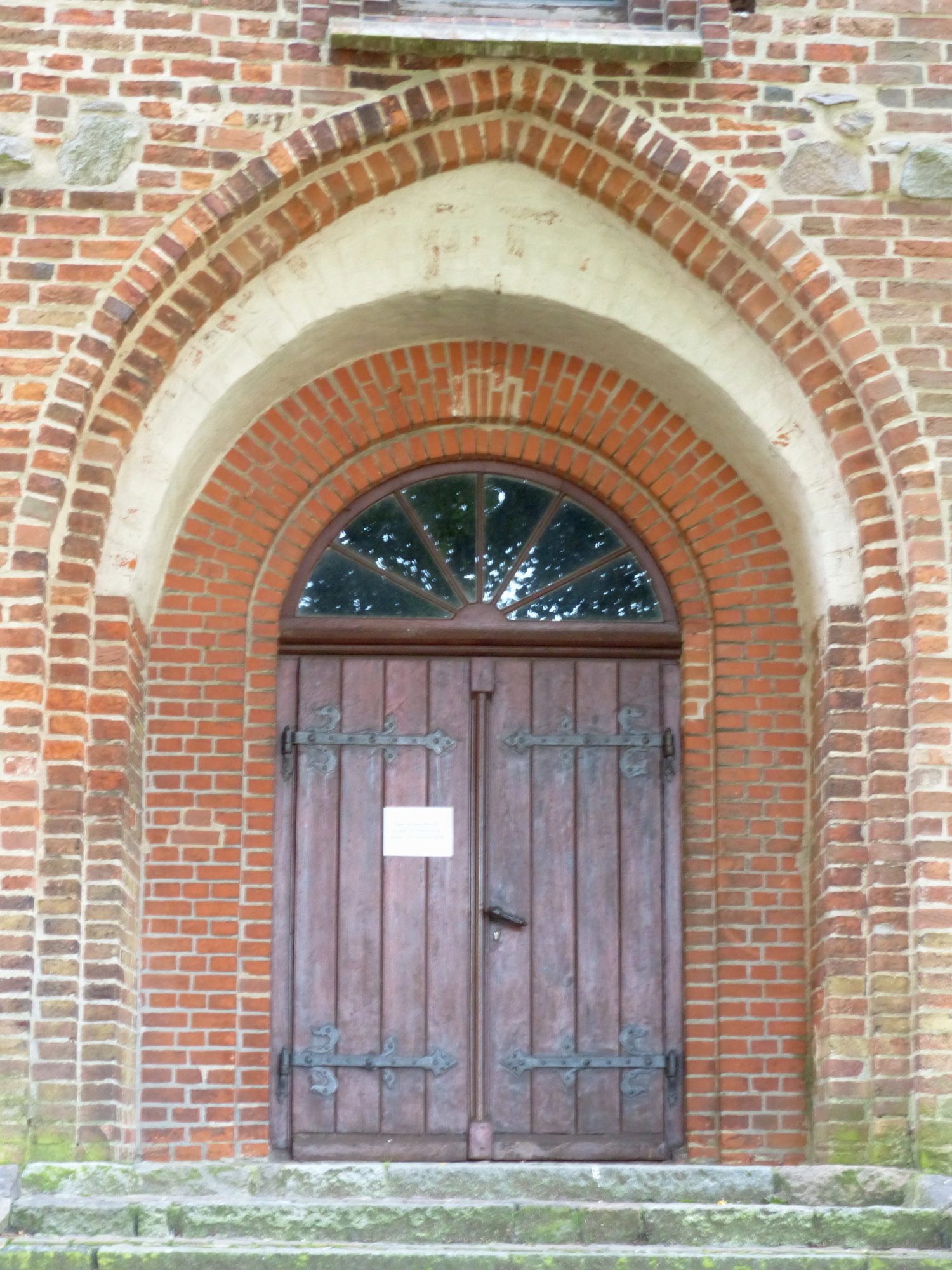
Turmportal
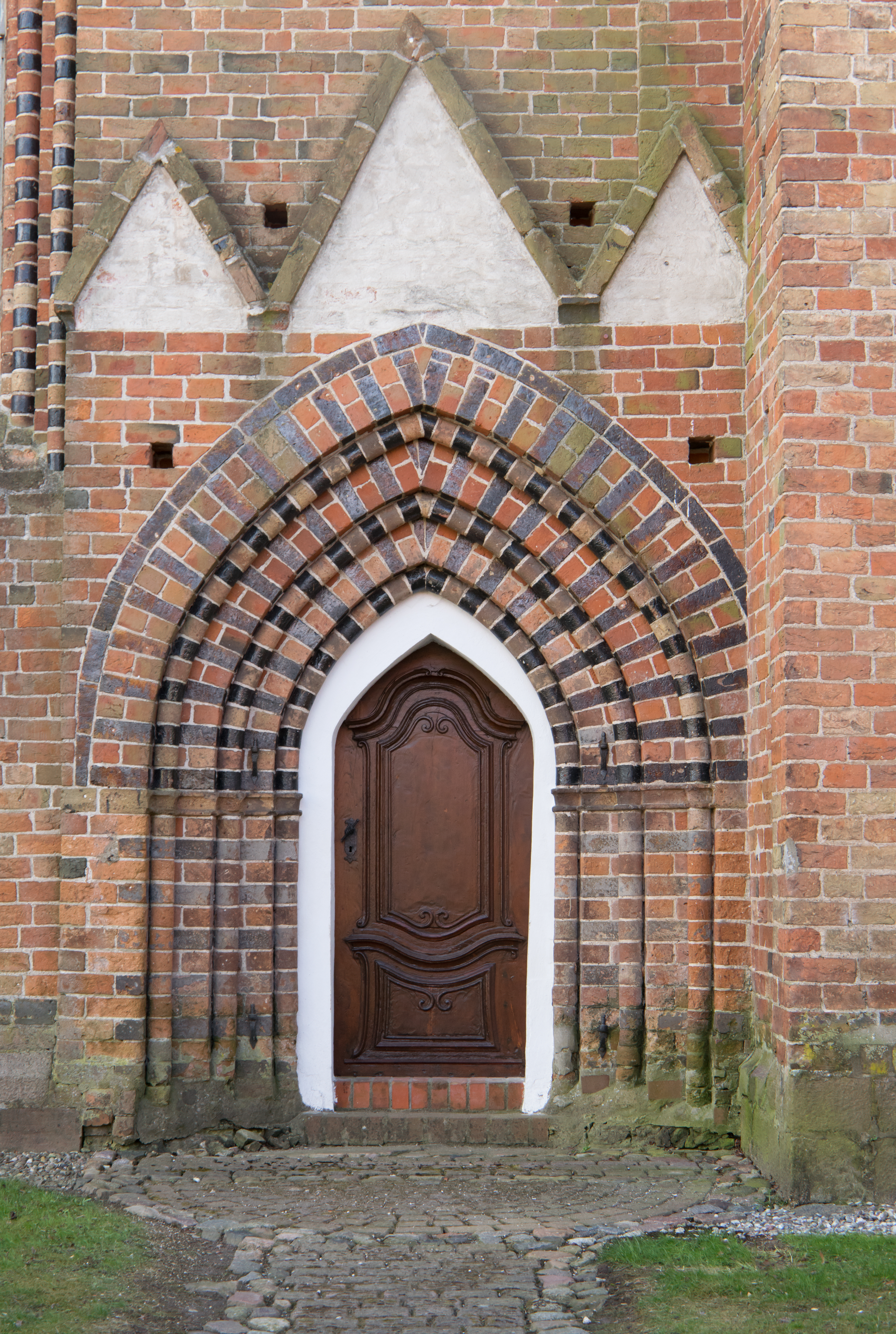
Priesterpforte
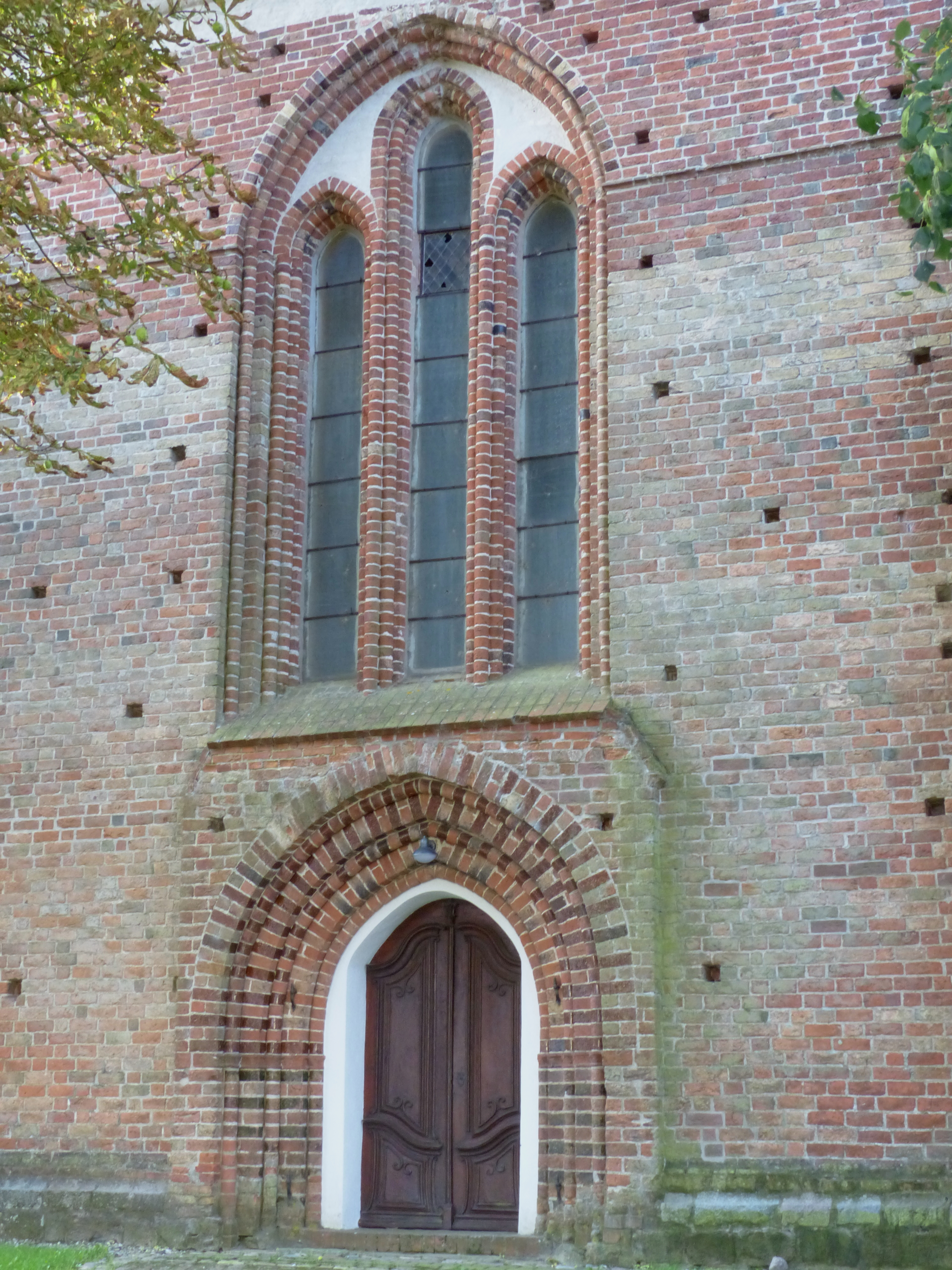
Nordportal
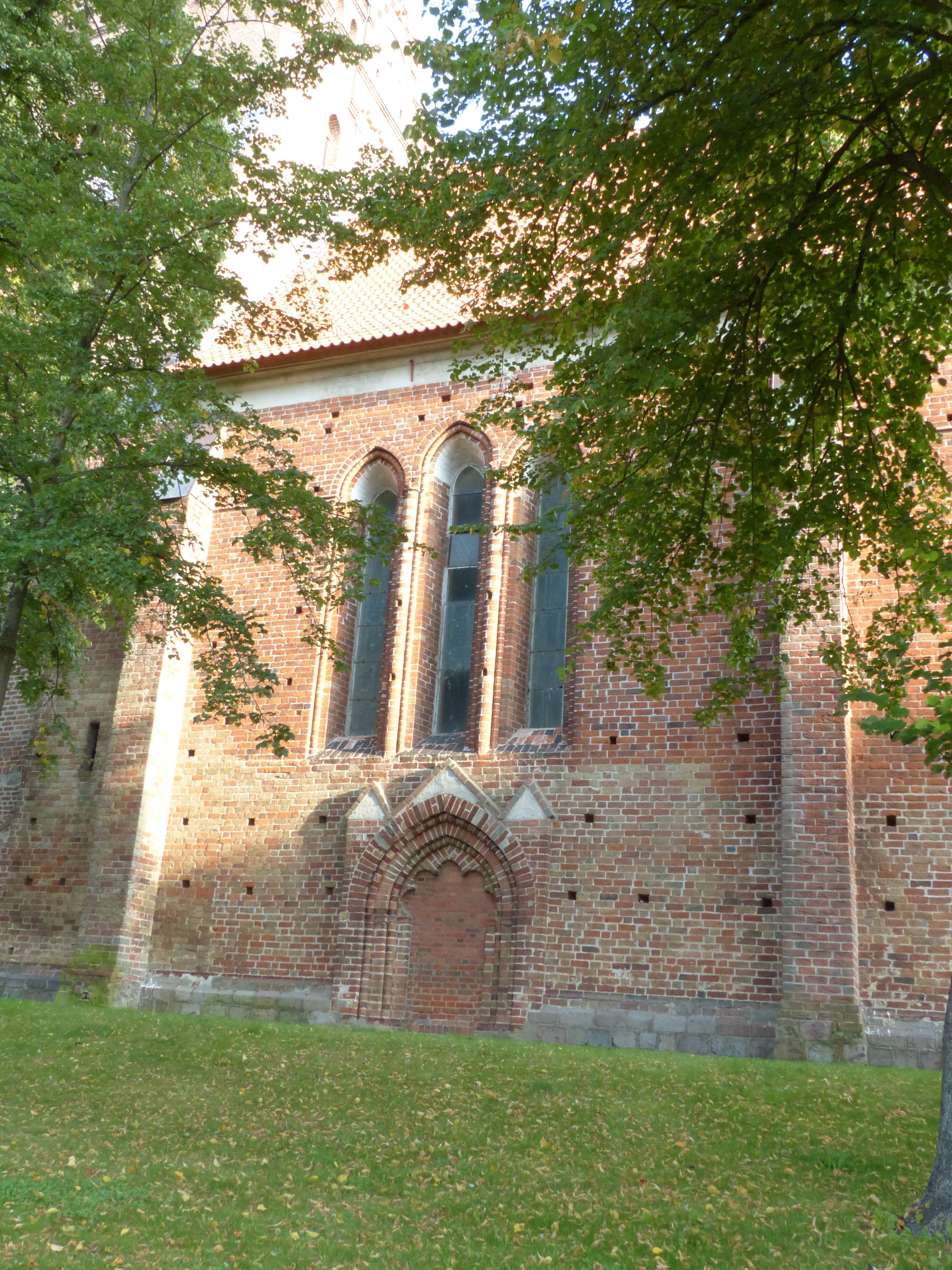
Südportal

Der Kirchenraum ist vollständig überwölbt. Das Chorjoch liegt unter einem frühgotischen Domikalgewölbe westfälischen Typs mit acht Rippen und einem Scheitelring. Die beiden quadratischen Joche des Kirchenschiffs sind mit spätgotischen Sterngewölben gedeckt.

## Innenausstattung
Bemerkenswert ist der Altar, der den beim Brand 1770 zerstörten ersetzte. Das Kreuzigungsbild mit Maria und Johannes stammt aus dem 19. Jahrhundert und ist von Gaston Lenthe (1805–1860). Die hölzerne Kanzel von 1770 ist im Stil des Rokoko gefertigt. Der barocke Orgelprospekt stammt von 1772. Der Taufstein ist aus Kalksandstein und stammt aus der zweiten Hälfte des 13. Jahrhunderts. Die Orgel war ursprünglich ein Werk von Christian Heinrich Kersten aus dem Jahr 1772 mit heute 14 Registern auf einem Manual und Pedal, das nach mehreren Umbauten und Veränderungen in den Jahren 1852, 1980 und 1998 nur noch wenig historischen Bestand aufweist.